# Nyarutimbura
Nyarutimbura är ett periodiskt vattendrag i Burundi.   Det ligger i provinsen Cankuzo, i den östra delen av landet, 130 km öster om huvudstaden Bujumbura.
Omgivningarna runt Nyarutimbura är en mosaik av jordbruksmark och naturlig växtlighet. Runt Nyarutimbura är det ganska tätbefolkat, med 155 invånare per kvadratkilometer.